# Équipe du Liban féminine de basket-ball
Cet article traite de l'équipe féminine. Pour l'équipe masculine, voir Équipe du Liban masculine de basket-ball.
Maillots
L'équipe du Liban féminine de basket-ball (en arabe : منتخب لبنان لكرة السلة للسيدات) est une sélection des meilleures joueuses libanaises de basket-ball. Elle est placée sous l'égide de Fédération libanaise de basket-ball (FLB)
La sélection est cinquième du Championnat d'Asie de basket-ball féminin en 2011 et sixième des Jeux asiatiques en 2006. Elle remporte les Jeux panarabes de 2004 et de 2007 et est médaillée de bronze des Jeux panarabes de 1997. Elle n'a jamais participé à une phase finale du Championnat du monde de basket-ball féminin ou des Jeux olympiques.

## Résultats

### Palmarès
| Compétitions mondiales                             | Compétitions continentales | Autres compétitions |
| -------------------------------------------------- | -------------------------- | --- |
| - Jeux olympiques - Néant - Coupe du monde - Néant | - Coupe d'Asie - Néant     | - Jeux panarabes (2) - Vainqueur en 2004 et 2011 - Championnat arabe des nations (1) - Vainqueur en 2003 - Finaliste en 2000 - Troisième en 1983 et 1997 |